# Rio Bartoș
O Rio Bartoş é um rio da Romênia afluente do Rio Valea Borcutului, localizado no distrito de Maramureş.